# Cathédrale Saint-Pierre de Lisieux
Cette  cathédrale n’est pas la seule cathédrale Saint-Pierre.
La cathédrale Saint-Pierre de Lisieux est une cathédrale catholique romaine de style gothique normand, située à Lisieux dans le Calvados, qui était l'église-mère du diocèse de Lisieux avant son intégration au diocèse de Bayeux et Lisieux. L'édifice est classé au titre des monuments historiques par liste de 1840.

## Historique
Rare monument lexovien rescapé des bombardements de 1944, l'ancienne cathédrale Saint-Pierre de Lisieux est un monument de style gothique. Si la présence d’une cathédrale est supposée depuis le VIe siècle, l’église visible de nos jours fut certainement construite entre 1160 et 1230, à l'initiative de l'évêque Arnoul. Dès le départ, l’architecte conçut des voûtes d’ogives quadripartites et des arcs-boutants. Ce qui en fait l’un des premiers édifices gothiques de Normandie. La nef, assez austère, s’inspire du style gothique d’Île-de-France tandis que les dernières parties édifiées au XIIIe siècle (le chevet, la tour-lanterne ou la façade occidentale) relèvent du style normand. L'évêque Pierre Cauchon, dont le nom reste attaché au procès de Jeanne d'Arc, y est enterré en 1442.
L'église Saint-Pierre est classée au titre des monuments historiques par liste de 1840. Elle est depuis la révolution française une simple église paroissiale et à ce titre, propriété de la commune de Lisieux. L'édifice ne doit pas être confondu avec la basilique Sainte-Thérèse de Lisieux du XXe siècle inspirée du style byzantin.

### La3eou4ecathédrale

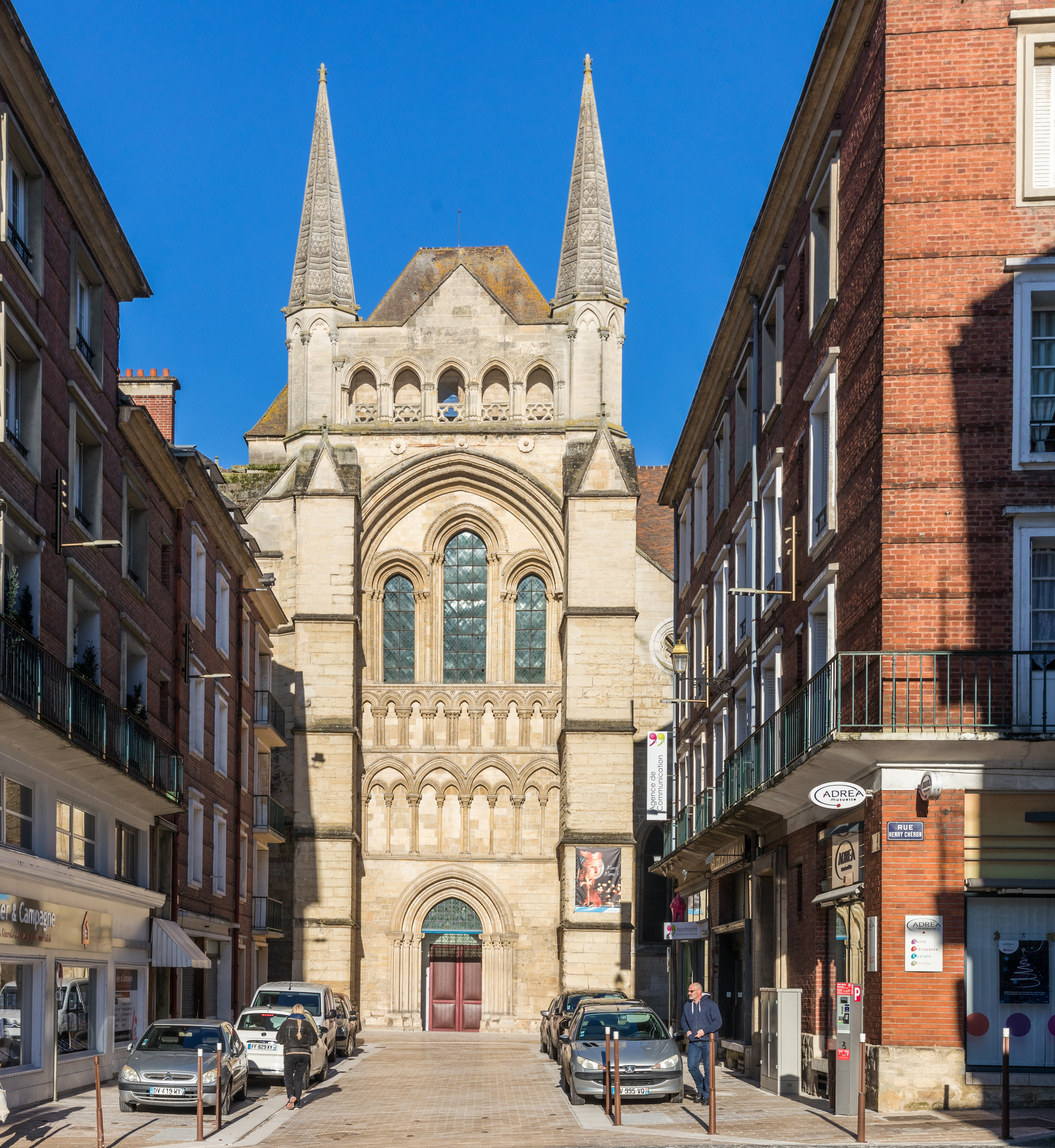
La cathédrale vue du nord-est.

La cathédrale actuelle n’est pas le monument d’origine. En 538, est cité le premier évêque de Lisieux, Theudobaudis (Thibaut). La présence d’un évêque suppose dès cette époque du Haut Moyen Âge l’existence d’une cathédrale. On ne sait rien de cette première église. A-t-elle été endommagée durant les raids vikings ? Ce n’est qu’au XIe siècle qu'il est fait mention d'une cathédrale puisque l'évêque Herbert (1026-1049) puis son successeur Hugues d'Eu (1049-1077) procèdent à sa reconstruction. L’extension de la surface de l’église contraint à la destruction d’une partie du rempart de la ville. C’est probablement à l’occasion de cette reconstruction que l’on découvre les reliques de plusieurs saints vénérés autrefois dans le chœur : saint Ursin, saint Patrice et saint Berthevin.
En 1136, la cathédrale est victime d'un incendie.
Lors de la guerre de Cent Ans, l'évêque entoure la cathédrale ainsi que l'épiscopat d'une fortification avec des fossés en réemployant peut-être des vestiges de l'enceinte romaine.

### Les étapes du chantier gothique
La cathédrale de Lisieux est l’un des plus anciens monuments gothiques de Normandie. Sa reconstruction intervint en effet vers 1160 selon Éliane Pèlerin ou vers 1170 selon Alain Erlande-Brandenburg. La cathédrale de Lisieux suit le nouveau mouvement stylistique bien avant la conquête de la Normandie par le roi de France Philippe Auguste. Cette précocité s’explique par le commanditaire de l’ouvrage, l’évêque Arnoul (1141-1181), qui fit sûrement appel à un maître d’œuvre de cette région. Arnoul, prélat de premier plan, devait être au fait des nouveautés architecturales puisqu'il était proche de Suger, abbé de Saint-Denis, d'où sa présence le 11 juin 1144 à la consécration de l'abbaye Saint-Denis. Toutefois, il n'a pas pu la reconstruire avant 1149 puisqu'il accompagne Louis VII à la deuxième croisade (1147-1149). Les débuts des travaux commencent probablement entre 1170 et 1172, suivant un texte cité dans Les miracles de Saint Thomas de Cantorbéry par G. Havard, où on apprend le nom d'un ouvrier, Roger, qui travaille sur les fondations de la cathédrale, victime d'un éboulement et qui ne dut sa vie qu'à sa promesse d'un pèlerinage.
Les bâtisseurs commencèrent à reconstruire l'édifice en partant de la nef. C'est pourquoi cette partie du monument présente un aspect assez rude : des arcades supportées par de grosses colonnes, un premier étage de fausses tribunes à la mouluration épaisse et un dernier niveau de fenêtres hautes. Il en résulte une nef assez lourde et sombre. Cette première partie fut terminée peu avant 1183 comme l’indique la datation de la charpente réalisée à l'époque moderne par une analyse dendrochronologique des pièces de bois.

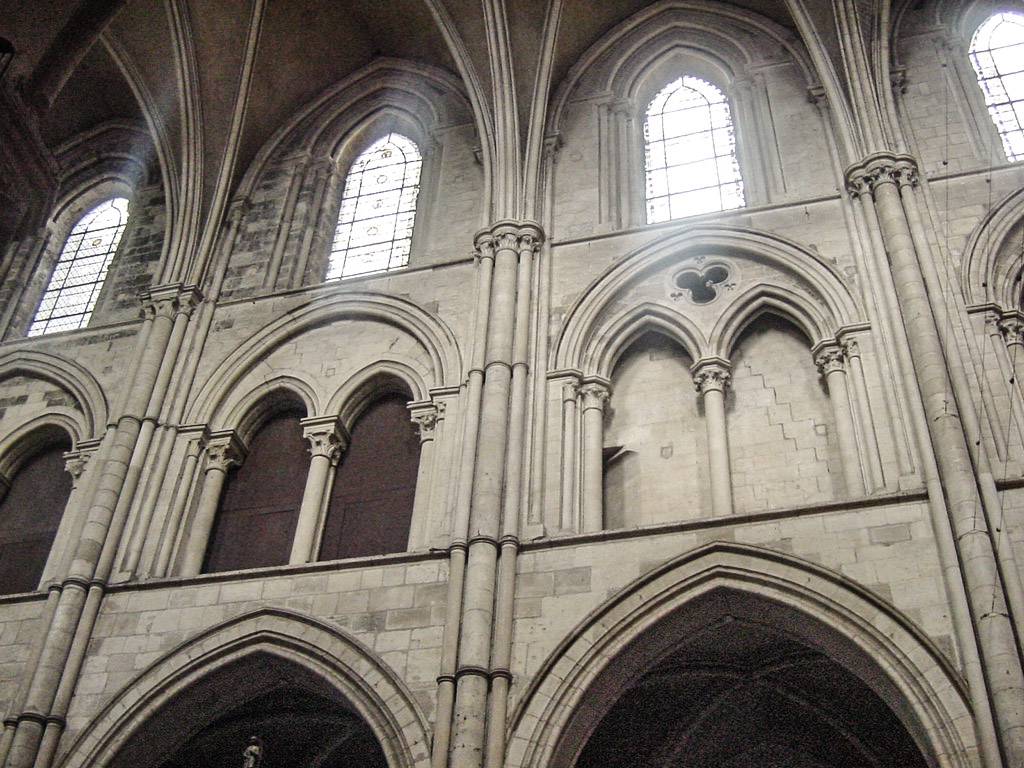
Travées du chœur. Les deux travées de gauche sont les plus anciennes. La travée de droite diffère par ses arcs plus brisés, ses chapiteaux ronds ou polygonaux et le percement d'un trilobe.

Le reste de l’église fut probablement entièrement réalisé dans le premier quart du XIIIe siècle. L'incendie de 1223 ne semble pas détruire la cathédrale. Le transept et les deux premières travées du chœur sont dans le même style que la nef. L’extrémité du chœur révèle par contre un revirement. Le maître d’œuvre, différent du temps d’Arnoul, imposa un style gothique normand et non plus francilien : les colonnes qui composent les arcades sont doubles, les tailloirs prennent une forme circulaire ou polygonale, des trilobes percent les murs. Surtout, le style gothique apparaît beaucoup plus évolué et élancé : un triforium remplace les fausses tribunes de la nef, les arcades se resserrent, les colonnes s’affinent, les moulurations se perfectionnent.
Ces travaux terminés, les bâtisseurs retournèrent sur la façade principale pour sculpter les trois portails et élever les deux tours.

### Agrandissements et reconstructions
Une cathédrale est un chantier jamais achevé. Celui de Lisieux n’échappe pas à la règle. Dès la première moitié du XIVe siècle, les chanoines s’investirent en participant à l’agrandissement de l’édifice. Ils élevèrent le long des bas-côtés douze chapelles rectangulaires, presque carrées. Ces petites constructions affichent les caractéristiques du gothique flamboyant. Leur édification s’échelonna jusqu’au XVe siècle.
L'ancien évêque de Beauvais, devenu évêque de Lisieux, Pierre Cauchon (1432-1442), s’attacha aussi à marquer son empreinte à Lisieux même s’il résidait plutôt à Rouen ou à Paris. Il reconstruisit la chapelle de la Vierge, située à l’extrémité est de l’église : il est inhumé dans la chapelle axiale du chœur, qu'il fit construire et où il repose toujours. De style flamboyant, elle est remarquable par sa profondeur (17,20 mètres) et par ses neuf grandes verrières. La gothique atteint là son idéal : les vides qui l’emportent sur les pleins, les murs.
En dehors de ces opérations prestigieuses, la cathédrale connut aussi des reconstructions imposées. En 1553, la tour sud s’effondra. La fabrique réussit à collecter suffisamment d’argent pour commencer sa réédification 26 ans plus tard. Craignant peut-être un nouvel effondrement, les bâtisseurs créèrent une tour moins ouverte que la précédente.
En 1562, les Huguenots, dont Guillaume de Hautemer, saccagèrent l'église, profanant, entre autres, les reliques de saint Ursin.

## Description
Le plan de l'édifice gothique reprend probablement celui de la cathédrale romane avec un narthex, une nef de huit travées, flanquée de bas-côtéss, un transept accompagné d’un bas-côté sur sa face orientale, disposition très rare en Normandie, et d'un chœur de quatre travées plus le rond-point, enrobé d’un déambulatoire à trois chapelles rayonnantes, disposition semblable à la cathédrale de Rouen.

### Dimensions
| Longueur totale                        | 110 m                 |
| Hauteur sous voûte                     | 20 m                  |
| Hauteur des voûtes de la tour-lanterne | 30 m                  |
| Largeur de la nef                      | 6 m[réf. nécessaire]  |
| Largeur des bas-côtés                  | 4 m[réf. nécessaire]  |
| Largeur totale                         | 14 m[réf. nécessaire] |
| Superficie totale                      | ?                     |
| Volume intérieur                       | ?                     |

### Extérieure

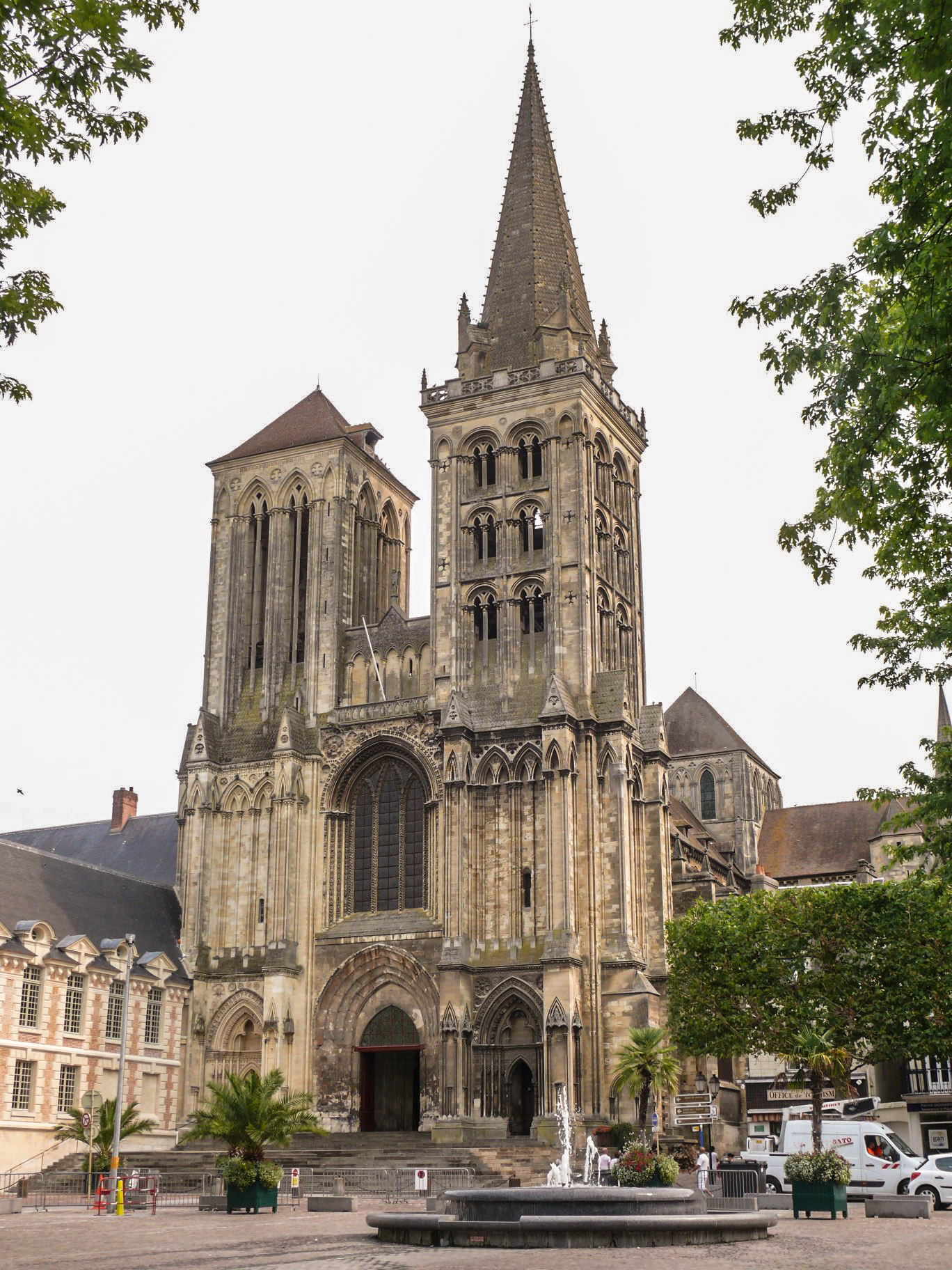
La façade ouest.

Trois tours dominent le bâtiment : la tour-lanterne, fréquente dans les grandes églises normandes, et deux tours de façade. Celle du nord, élancée, remonte au XIIIe siècle. Sa voisine fut reconstruite entre 1579 et 1600 après effondrement. Terminée par une flèche, elle culmine à 72 mètres. Son style est difficilement définissable : gothique flamboyant avec quelques caractères Renaissance (des arcs plein-cintres, des ouvertures assez petites, une horizontalité marquée). L’architecte Georges Duval préfère parler d’un « pastiche roman ».
Comme beaucoup d’églises normandes, la cathédrale de Lisieux se veut sobre dans sa décoration externe. Il n’y a par exemple aucune statue sculptée sur les façades des portails. Seuls des motifs géométriques, de feuillages, des colonnettes ou des arcatures animent la pierre. De petits visages sculptés forment les seuls éléments fantaisistes à l’extérieur.

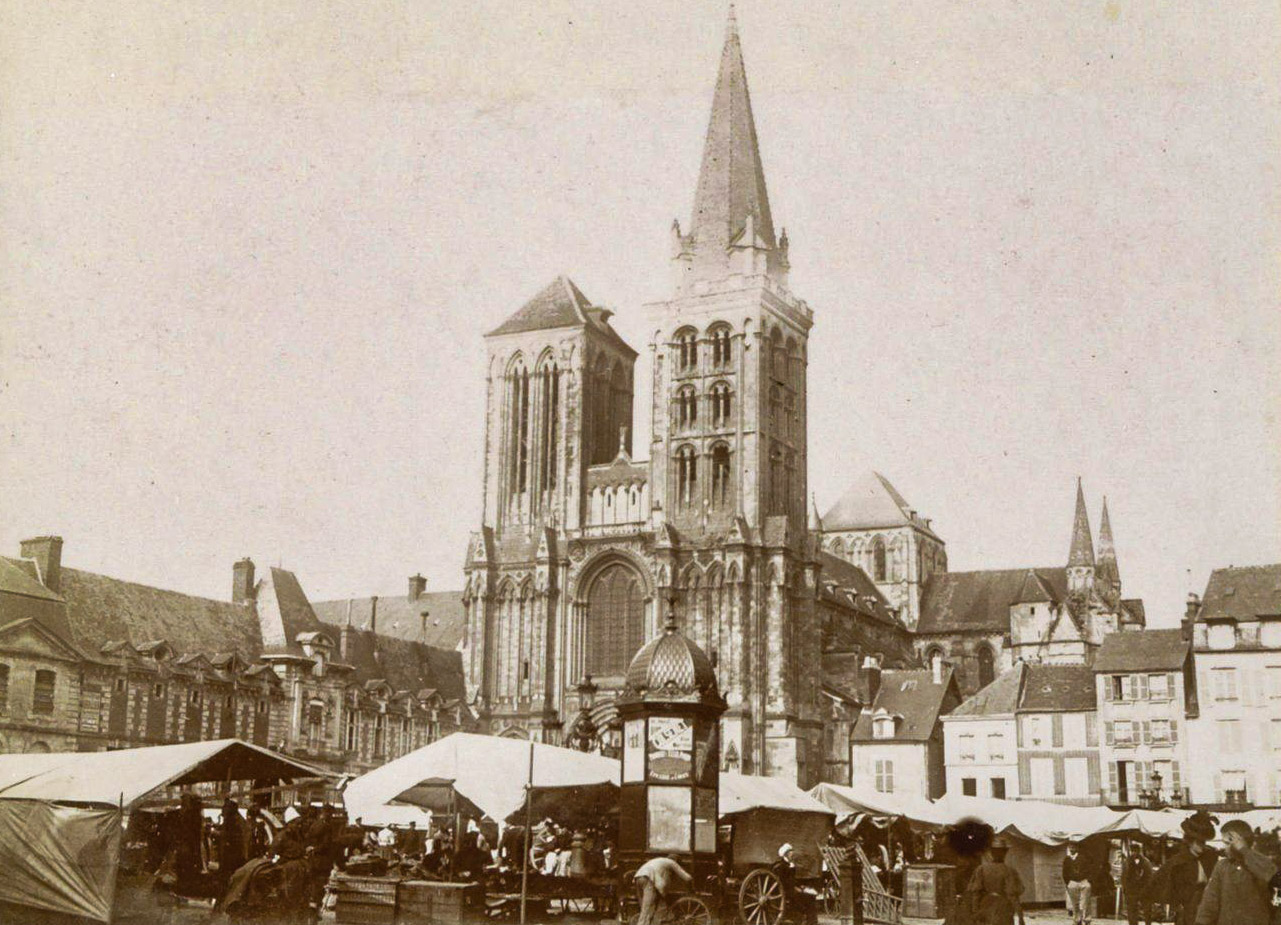
Jour de marché. Photographie historique, 1897.
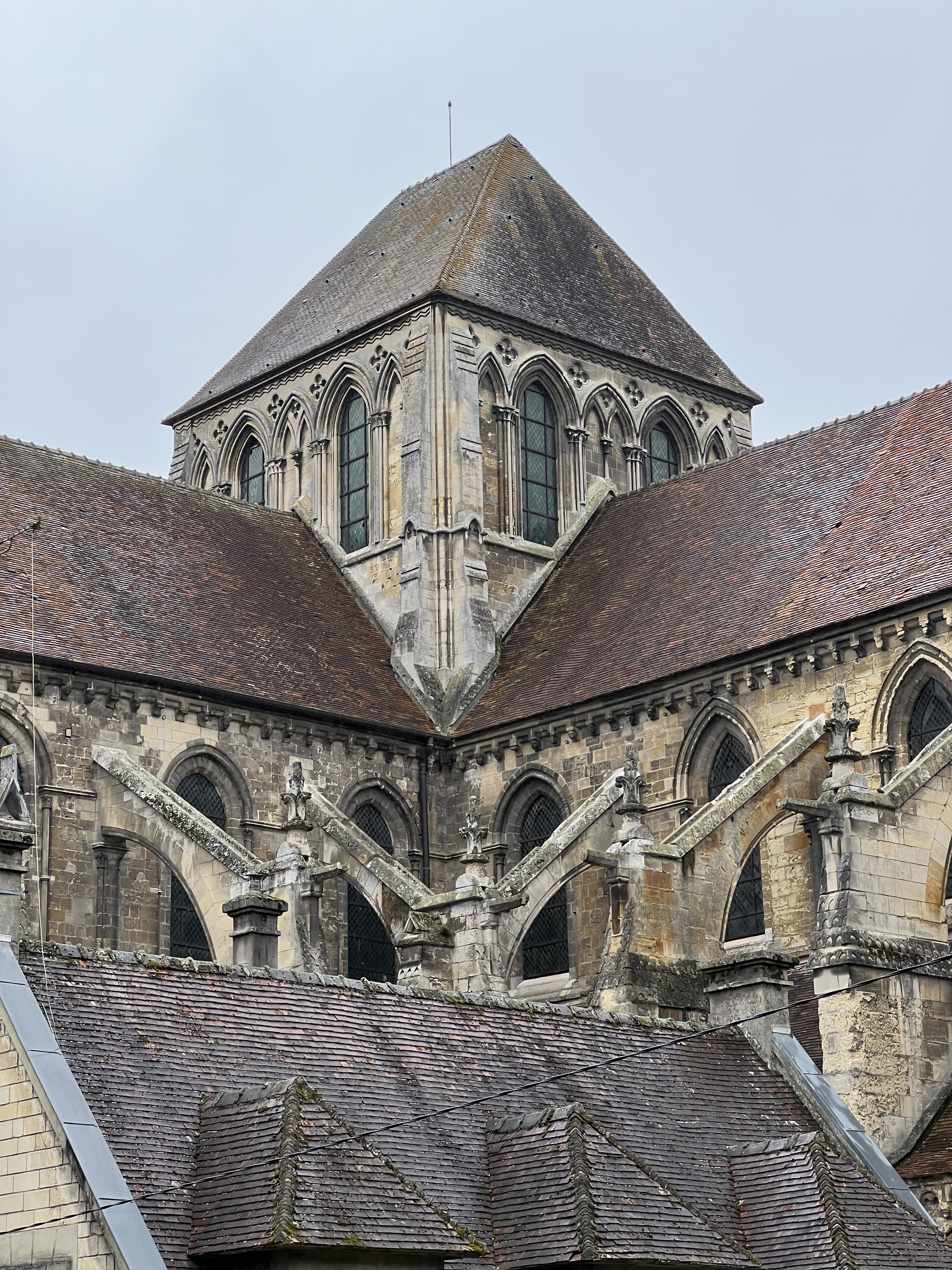
La tour-lanterne.
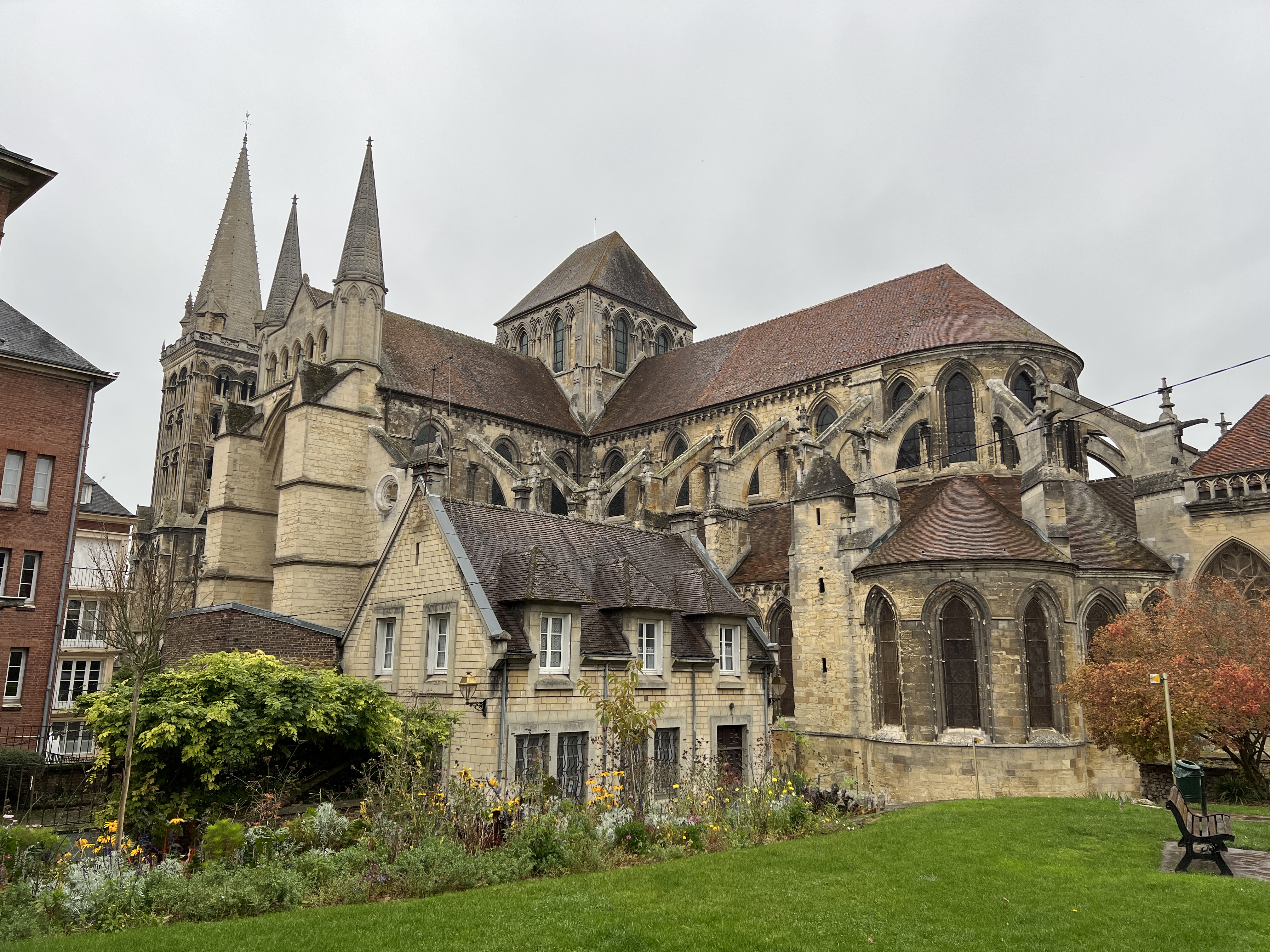
Le chevet.

### Intérieure

#### Nef

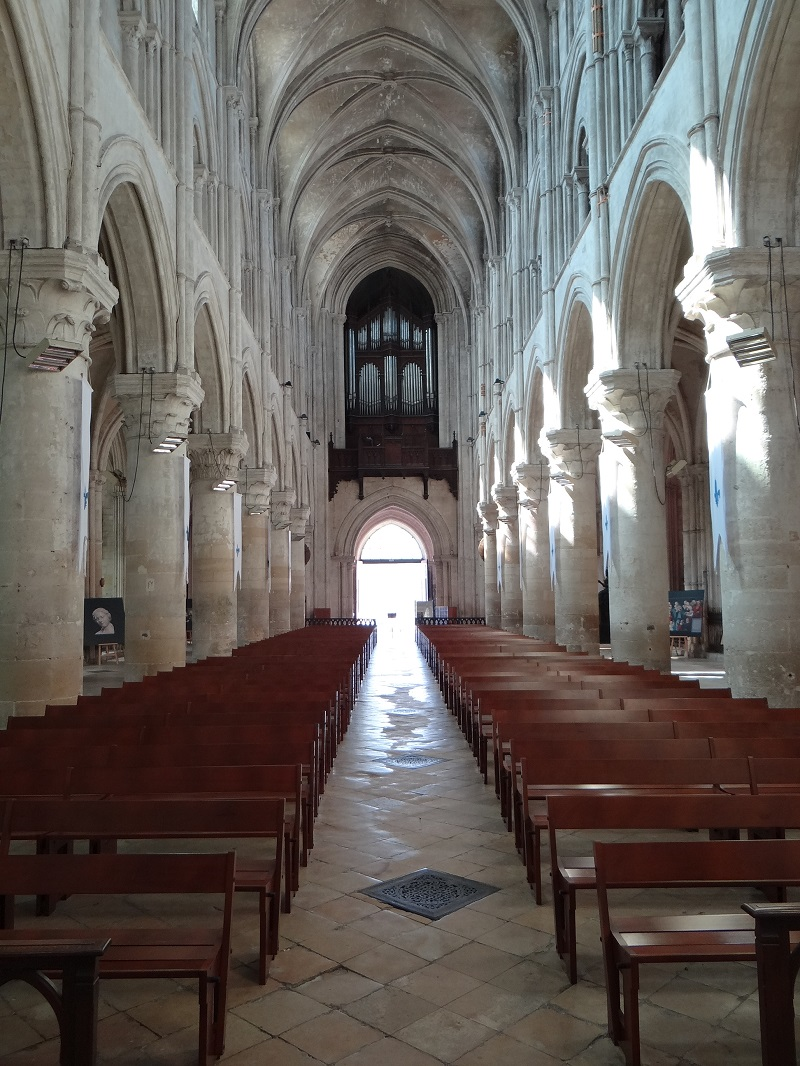
La nef.

L’élévation, courante dans les grandes églises gothiques, se compose de trois niveaux :
1. Un premier niveau de grandes arcades.
2. Un niveau intermédiaire diffèrent selon la partie de la cathédrale. Dans la nef et les deux premières travées du chœur, ce sont des fausses tribunes. Fausses car elles ne donnent pas sur l’étage des bas-côtés (il n’y en a pas) mais sur les combles de ces bas-côtés.
3. Un dernier niveau de fenêtres hautes.

Les parties les plus anciennes de la cathédrale de Lisieux s’inspirent des premières réalisations de l’Île-de-France : les cathédrales de Laon et de Paris voire de Sens. Les colonnes des grandes arcades de la nef ont en effet un sérieux air de ressemblance. Il n’est pas impossible, comme le suggère William W. Clark, que la cathédrale de Lisieux ait bénéficié aussi d’une série d’exemples venant de Normandie orientale, principalement de la cathédrale d’Évreux.

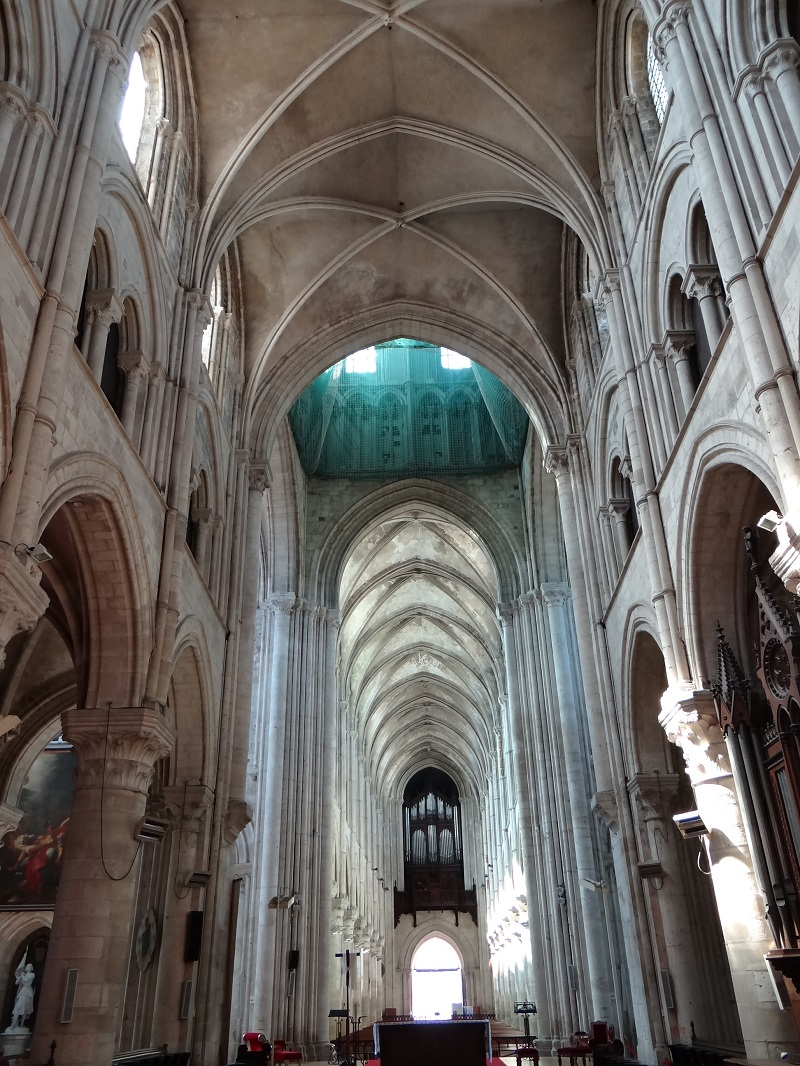
La Nef avec le chœur au fond.
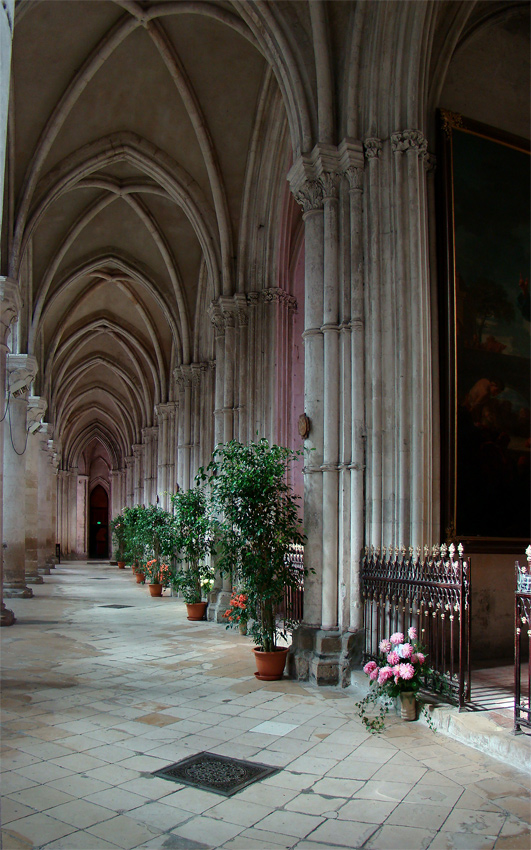
Un bas-côté.
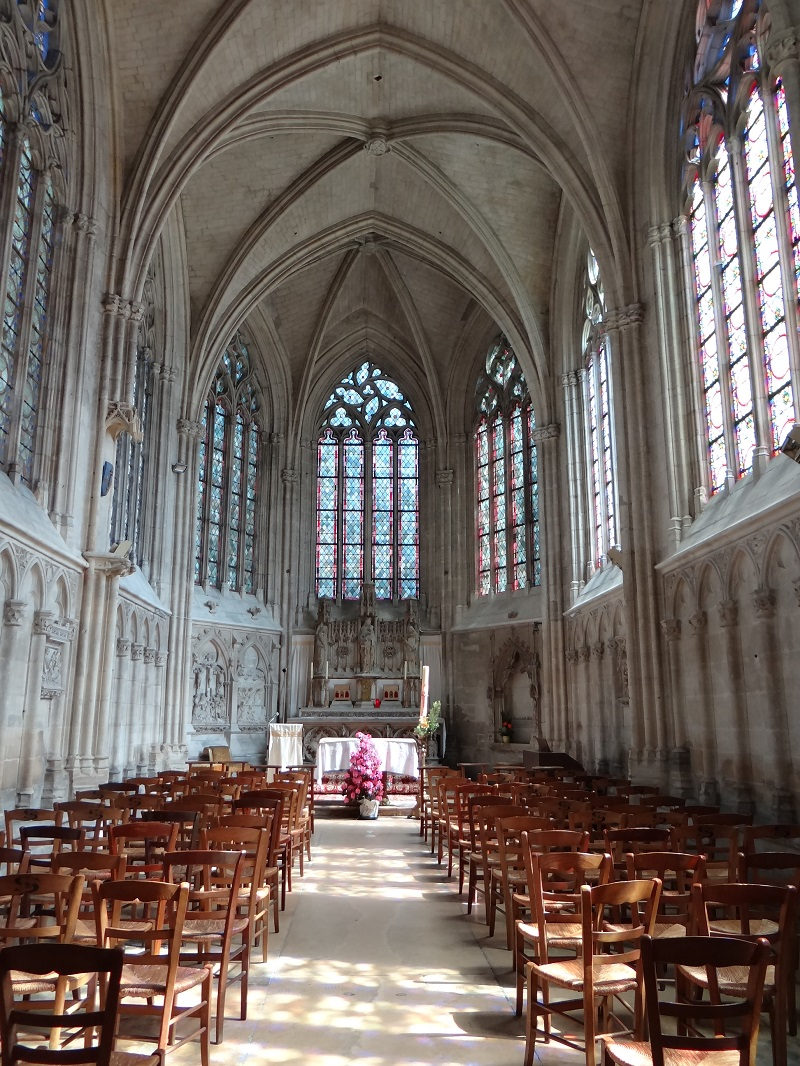
La chapelle de la Vierge.

#### Bas-côtés et chapelles
Les chapelles, distribuées depuis les bas-côtés, ne partent que depuis la troisième travée pour celles au nord. La deuxième travée nord accueille une statue de saint Pierre assise sur son trône.
Chapelles du bas-côté nord (en partant du narthex) :
1. Chapelle de l’Annonciation. Elle contient le confessionnal du XVIIIe siècle où sainte Thérèse recevait le Sacrement du Pardon.
2. Chapelle Sainte-Germaine. Elle abrite une statue de la sainte du XIXe ainsi qu'une Annonciation, huile sur toile du XVIIIe.
3. Chapelle Notre-Dame de Lourdes. Elle contient la dalle funéraire de Jean le Neveu, doyen du chapitre cathédral du XIIIe, ainsi qu'une Présentation de Jésus au Temple, huile sur toile du XVIIIe.
4. Chapelle du Sacré-Cœur. Elle contient une Apparition du Sacré-Cœur à sainte Marguerite-Marie Alacoque, huile sur toile de Guérin du XIXe.
5. Chapelle Saint-Expédit. Elle abrite une fresque du saint ainsi que deux huiles sur toiles : La Nativité du XVIIIe et La Vierge de Pitié des XVIIe-XVIIIe.
6. Chapelle Notre-Dame du Rosaire. Elle a reçu un pavage du Pré d'Auge et abrite deux huiles sur toile : La Présentation de Marie au Temple du XVIIIe et Saint Pierre guérissant les malades grâce à son ombre, peinte en 1770 par Jean-Baptiste Robin (1734-1818).

Chapelles du bas-côté sud (en partant du narthex) :
1. Fonts baptismaux. Elle contient les fonts baptismaux en marbre, un christ en croix du XIXe ainsi que La Prédication de Saint Pierre, huile sur toile peinte en 1770 par Larrieu.
2. Chapelle Saint-Paul. Elle abrite une huile sur toile de Saint Paul devant l'Aréopage, peinte en 1770 par Jean-Jacques Lagrenée.
3. Chapelle Saint-Joseph. Elle dispose d'une statue du saint réalisée en 1884, ainsi que de deux huiles sur toiles : Extase de Saint-Jérôme, donnée en 1749 par un chanoine lexovien et Mort de Saint Joseph du XIXe.
4. Chapelle du Souvenir. Elle accueille une gravure de la « Vraie Effigie » de la Sainte Face, donnée par M. Guérin, oncle de Sainte Thérèse de Lisieux, et deux huiles sur toiles : La Cène peinte en 1785 par Descours fils (1741-1814) et sainte Cécile de Philippe Guérin en 1804.
5. Chapelle Sainte-Anne. Elle abrite une statue de sainte Anne et de la Vierge Marie du XIXe et deux huiles sur toiles : Délivrance de Saint Pierre, peinte en 1770 par Jean-Joseph Taillasson et L'Éducation de la Vierge du XVIIIe.
6. Chapelle Notre-Dame du Perpétuel Secours. Elle contient deux huiles sur toiles : Résurrection de Tabitha, peinte en 1770 par Anicet Lemonnier et Apothéose de Saint François de Sales du XVIIIe.
7. Chapelle Saint-Benoît. L'autel est supporté par des colonnettes sculptées provenant de la chaire de la cathédrale de Lisieux de la fin du XVIe. Elle accueille L'Ange gardien, une huile sur toile peinte en 1875 par Édouard Krug.
8. Chapelle Notre-Dame du Carmel, ancienne salle du chapitre. Elle abrite L'Apothéose de Saint Charles Borromée, une huile sur toile du XVIIIe.

#### Le transept et la croisée

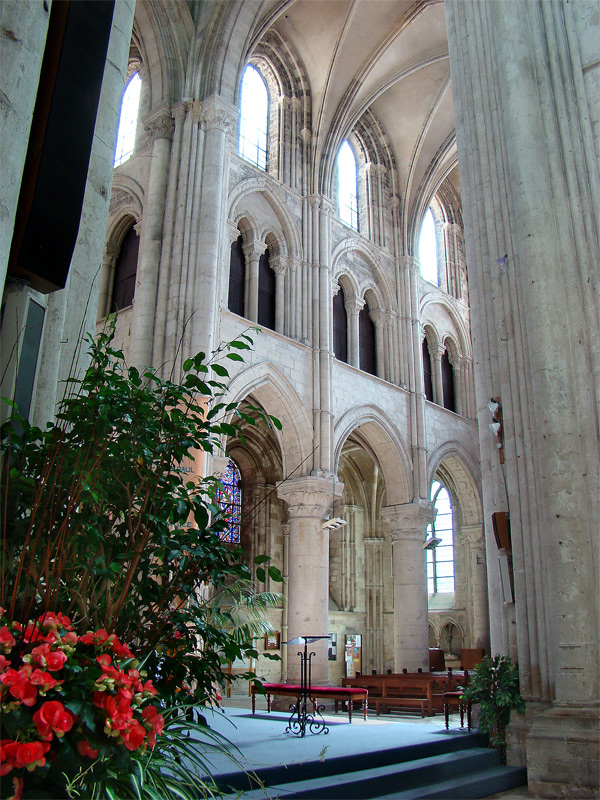
La croisée du transept.

L’étage médian est rythmé par des baies qui ouvrent sur une coursière. C’est une disposition typiquement normande et même romane.
Le transept abrite sur son extrémité nord deux enfeus dans l'épaisseur du mur, lieux de sépulture de l'évêque Guillaume de Rupierre († 1201), de son père et de deux de ses frères. La paroi de l'enfeu de l'évêque accueille une scène du Jugement dernier qui s'achève avec une apothéose de l'âme élue et bénie. Le gisant de l'évêque Jean († 1141) est dressé à proximité. La façade sud présente un portail. À côté, dans le bas-côté, se trouve un autre enfeu, celui de l'évêque Jean de Samois († 1302), qui abrite le gisant décapité de l'évêque Pierre Cauchon.

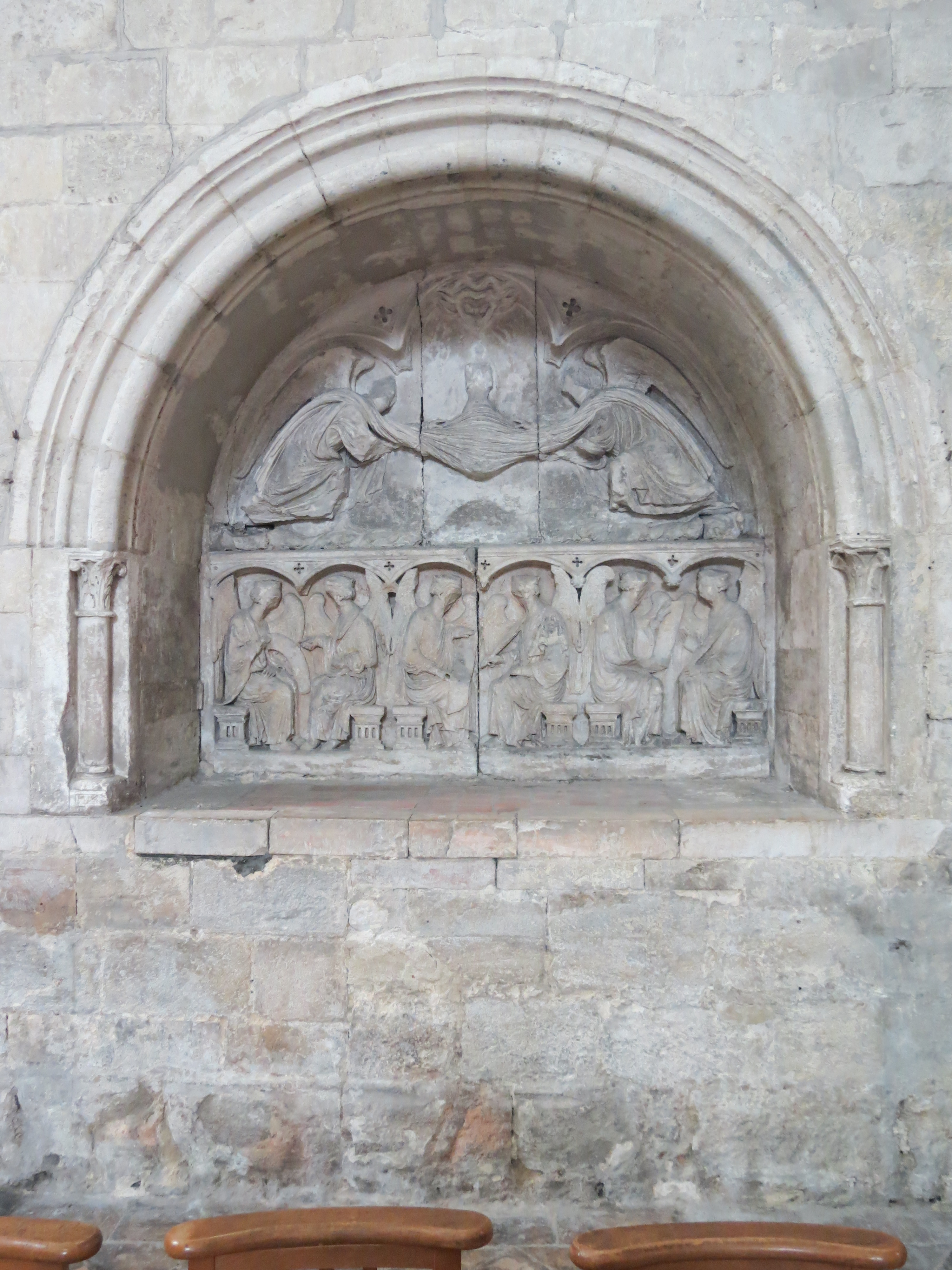
L'enfeu de Guillaume Ier de Rupierre, dans le transept nord.
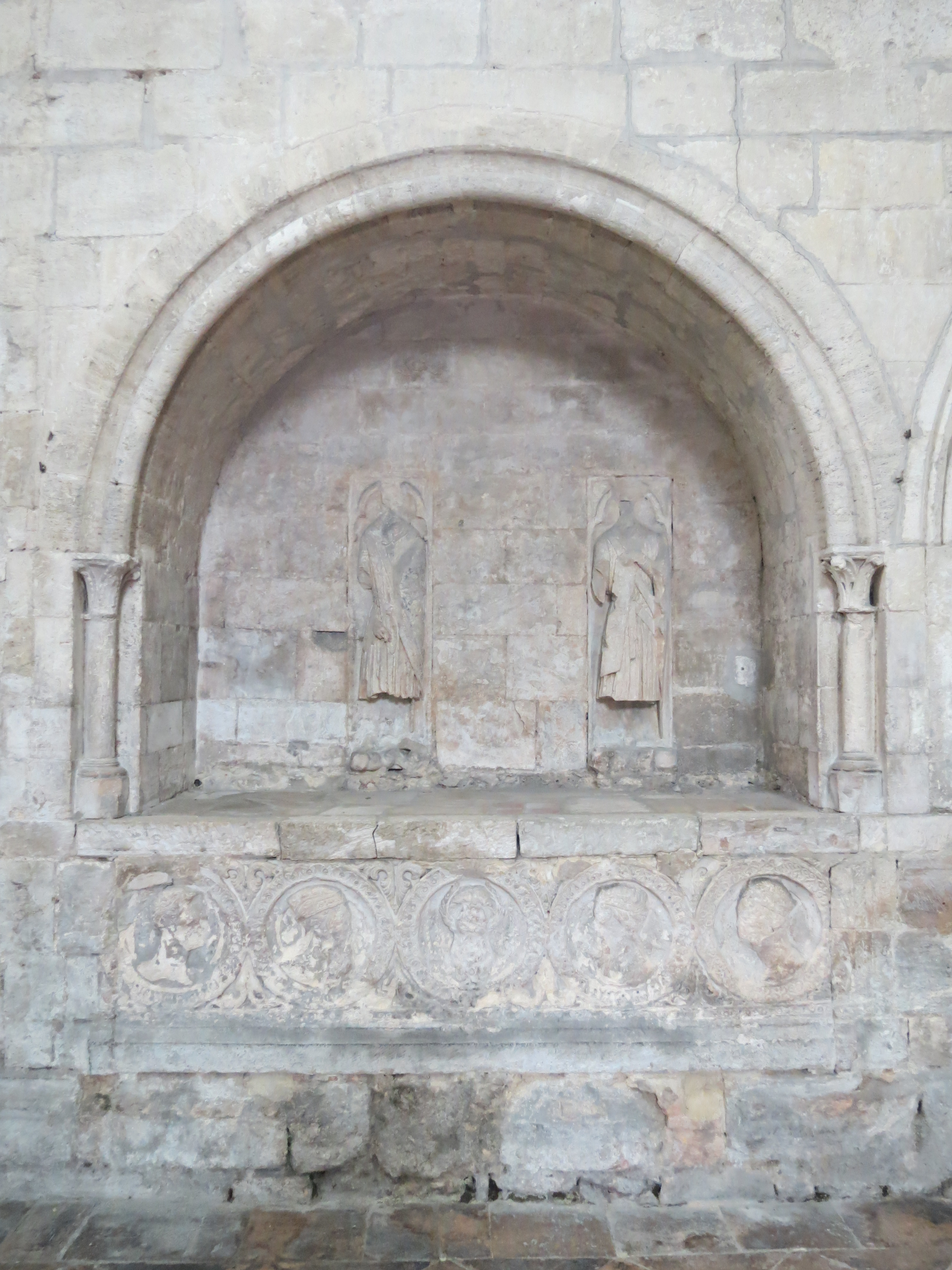
L'enfeu de Roger, seigneur de Rupierre, père de Guillaume de Rupierre, et de deux de ses fils, Raoul et Hugues.
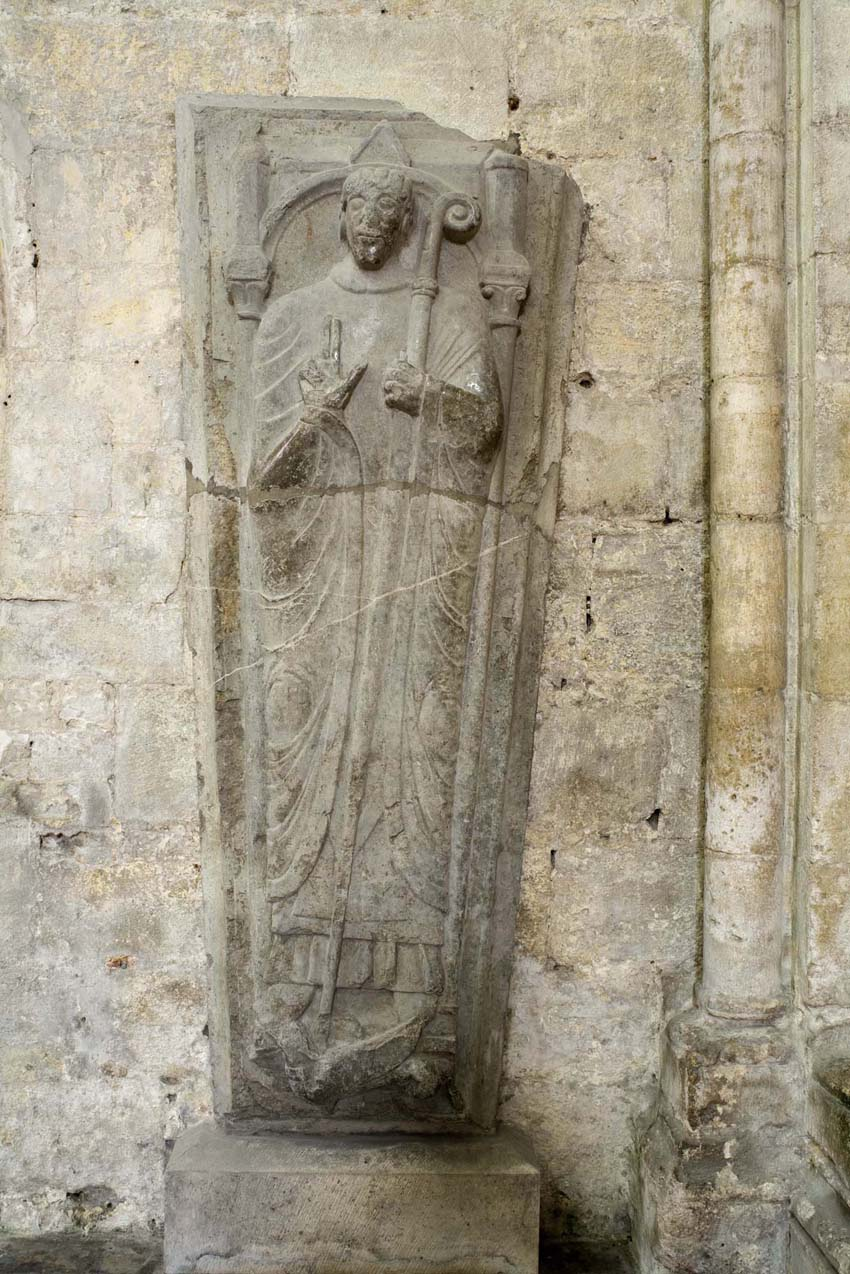
Le gisant de Jean Ier.
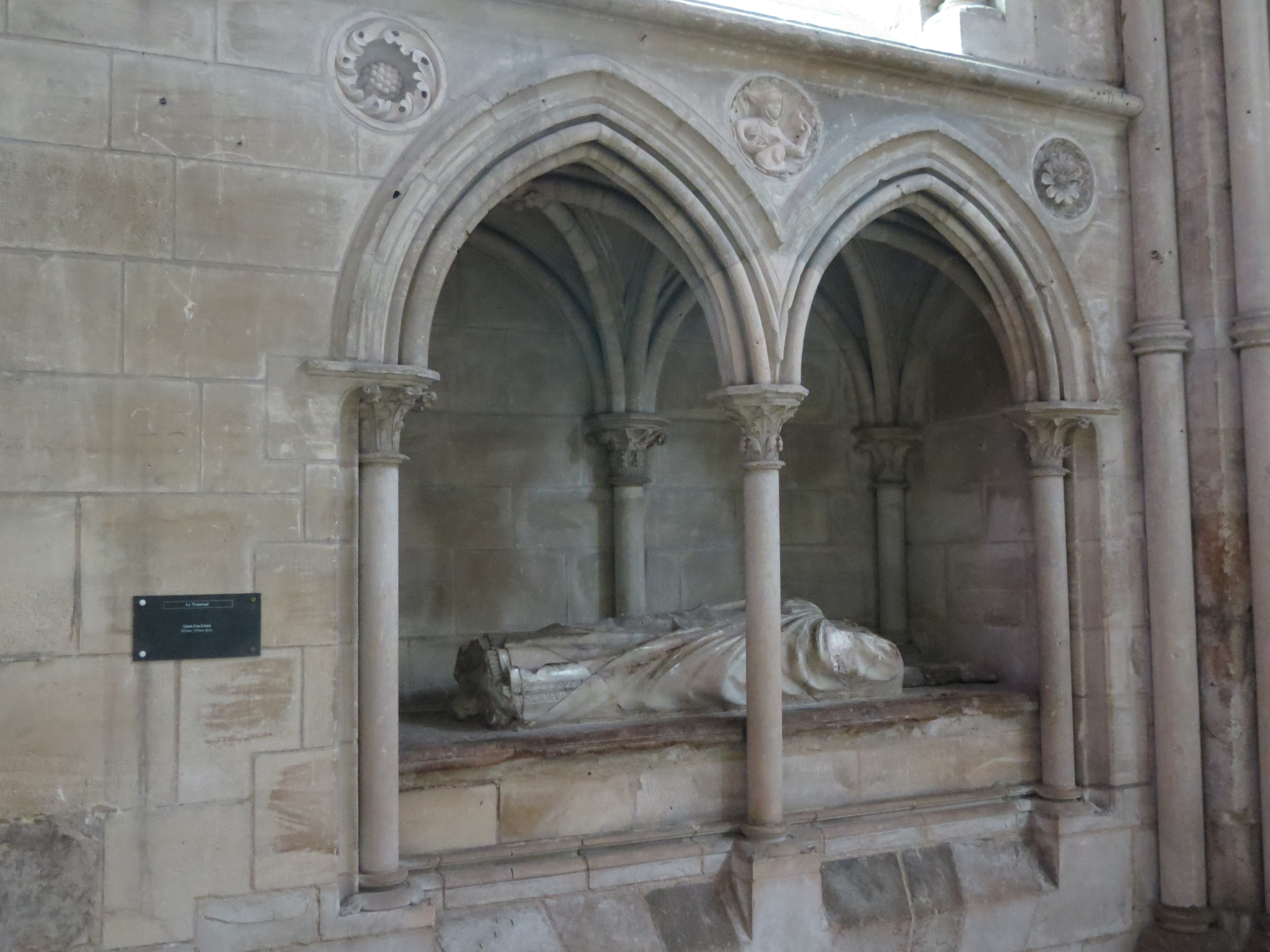
L'enfeu de Jean de Samois avec le gisant décapité de Pierre Cauchon.

#### Le chœur

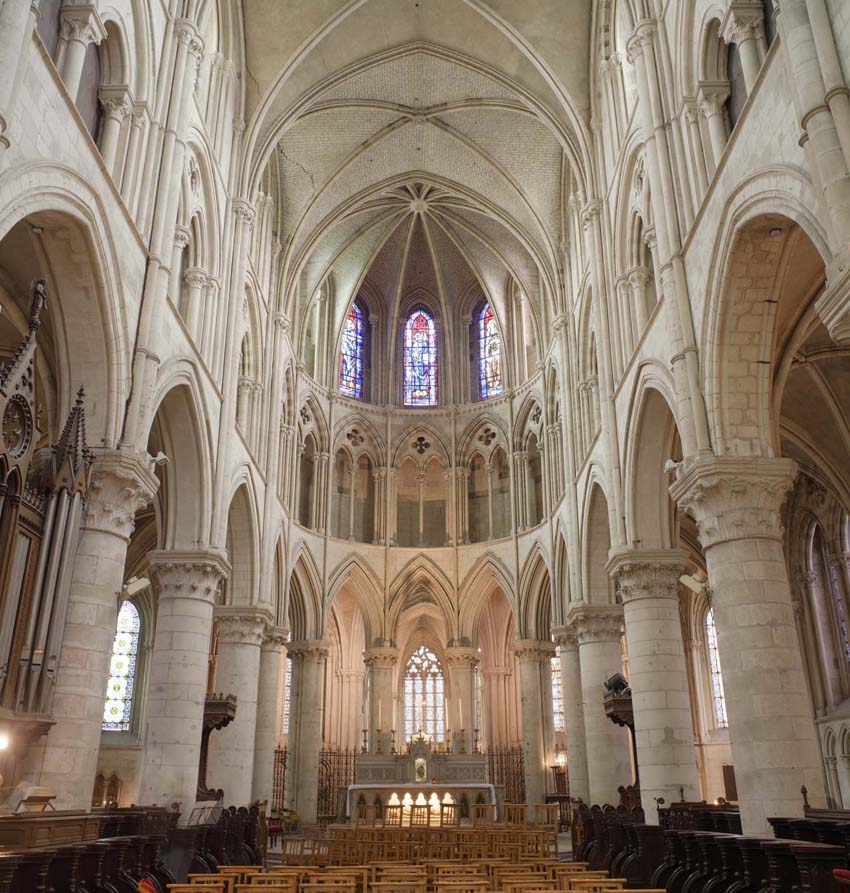
La nef et le chevet.

Dans le fond du chœur, le deuxième niveau correspond à un triforium. Il n’est pas ajouré puisqu’il n’est pas percé de fenêtres sur l’extérieur. La présence de ce triforium confirme l’appartenance du chevet au gothique rayonnant. Le chevet participe au style gothique normand. Les sources d’inspirations appartiennent donc à la région : l'abbatiale Saint-Étienne de Caen et la cathédrale de Bayeux.

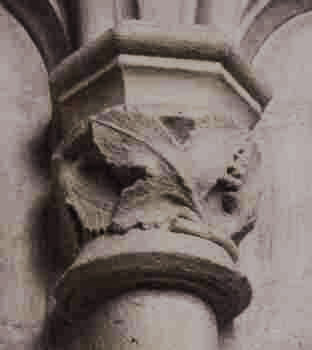
Un chapiteau de la chapelle de la Vierge.

L’intérieur n’offre pas plus de décorations. Les statues sont modernes (sainte Thérèse de Lisieux ou sainte Jeanne d’Arc). Des feuillages stéréotypés couvrent de nombreux chapiteaux. Il faut en fait un regard attentif pour saisir les éléments originaux : à l’entrée, les têtes d’un roi et d’une reine, à proximité, le visage d’un homme barbu. Sur les parements, des traces de peintures suggèrent un intérieur jadis plus coloré. De style gothique flamboyant, la chapelle de la Vierge se démarque du reste de l’édifice par sa décoration plus notable. Un bestiaire plus ou moins fantastique (un singe, un hibou, une sorte de chauve-souris…) couvre les écoinçons. Les feuillages des chapiteaux atteignent une telle précision qu’on peut déterminer l’arbre ou la plante dont ils s’inspirent.

#### Vitraux
Très peu de vitraux remontent au Moyen Âge. Au XVIIe siècle, l’évêque Léonor II de Matignon décide de remplacer les verrières anciennes par des verres blancs. Dans le transept sud, un vitrail archéologique de saint Ursin, néo-XIIIe siècle, réalisé par Albert Gsell en 1894 représente la découverte du saint et la guérison miraculeuse d'un fiévreux par l'intercession de saint Ursin.
Un vitrail du bas-côté sud du chœur représente l'assassinat de Thomas Becket dans sa cathédrale en 1170 (vitrail néo-gothique de Gsell-Laurent en 1887).
Dans les chapelles du bas-côté nord se trouvent les vitraux de Gsell-Laurent : l'Annonciation, la Visitation, l'Apparition du Sacré-Cœur à la Bienheureuse Marguerite-Marie Alacoque, la Nativité, ainsi que, de l'atelier Gaudin, la Vierge de Pitié et saint Pierre guérissant les malades.

#### Les orgues
La cathédrale possède un orgue de tribune et un orgue de chœur.

##### Orgue de tribune

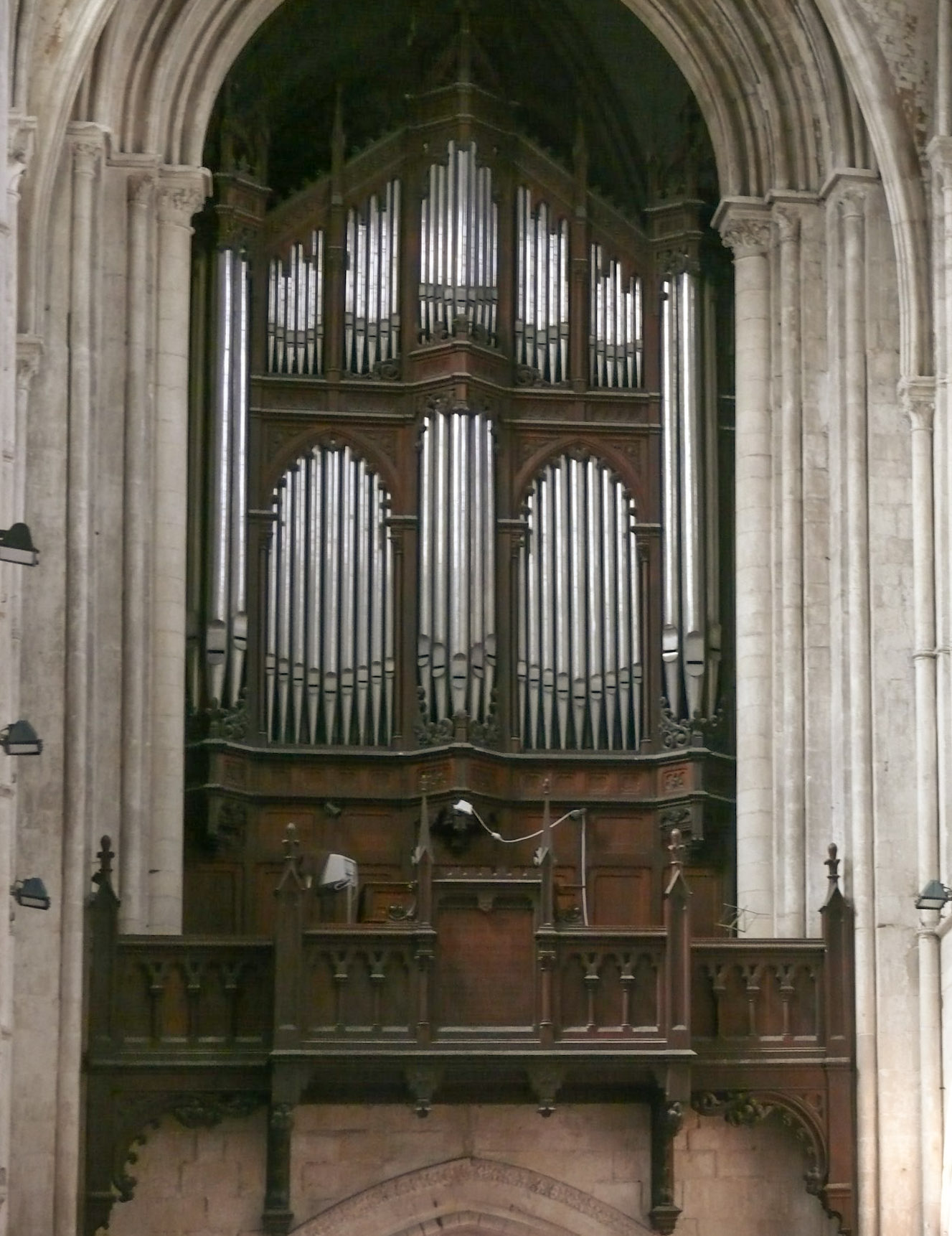
L'orgue de tribune.

L'orgue de tribune a été construit en 1871 par Aristide Cavaillé-Coll, acheté et offert à la cathédrale par un riche industriel et ancien maire de Lisieux, Jean-Lambert Fournet. Béni en 1874 par l'évêque de Bayeux et Lisieux, Mgr Hugonin, l'instrument est inauguré par Alexandre Guilmant.
Il sera transformé par Charles Mutin (1898) puis par Joseph Beuchet (1932) et bénéficie d'un relevage avec diverses modifications par Edmond Alexandre Roethinger en 1963. L'instrument retrouve la composition de Charles Mutin en 1988.
La partie instrumentale est classée aux « Monuments historiques » en 1972.
Il possède 48 jeux sur trois claviers manuels et pédalier. Les transmissions sont mécaniques, avec machine Barker pour le Grand Orgue et le Positif, et pneumatique pour la Soubasse qui avait été ajoutée par Roethinger. Le nombre de tuyaux est inconnu.
Composition (orgue de tribune)
| Grand-Orgue 56 notes        |
| Principal 16'               |
| Bourdon 16'                 |
| Montre 8'                   |
| Bourdon 8'                  |
| Gambe 8'                    |
| Salicional 8'               |
| Flûte harmonique 8'         |
| Prestant 4'                 |
| Octave 4'                   |
| Plein-Jeu harmonique III-VI |
| Cornet V                    |
| Bombarde 16'                |
| Trompette 8'                |
| Clairon 4'                  |

| Positif 56 notes |
| Quintaton 16'    |
| Nachtorn 8'      |
| Principal 8'     |
| Unda maris 8'    |
| Flûte douce 8'   |
| Dulciana 4'      |
| Quintaton 8'     |
| Sifflet 1'       |
| Doublette 2'     |
| Clarinette 8'    |
| Trompette 8'     |
| Clairon 4'       |
|                  |
|                  |

| Récit expressif 56 notes |
| Diapason 8'              |
| Viole de Gambe 8'        |
| Flûte traversière 8'     |
| Voix céleste 8'          |
| Flûte octaviante 4'      |
| Viole d’amour 4'         |
| Basson-Hautbois 8'       |
| Voix humaine 8'          |
| Cornet harm. 8'          |
| Cor anglais 16'          |
| Trompette harmonique. 8' |
| Clairon harmonique 4'    |
| Quinte 2 2/3 '           |
| Octavin 2'               |

| Pédale 30 notes     |
| Soubasse 32'        |
| Contrebasse 16'     |
| Flûte 8'            |
| Flûte octaviante 4' |
| Violoncelle 8'      |
| Bombarde 16'        |
| Trompette 8'        |
| Clairon 4'          |

##### Orgue de chœur
Il a été construit aussi par Aristide Cavaillé-Coll dans les années 1870, et offert par une généreuse paroissienne.

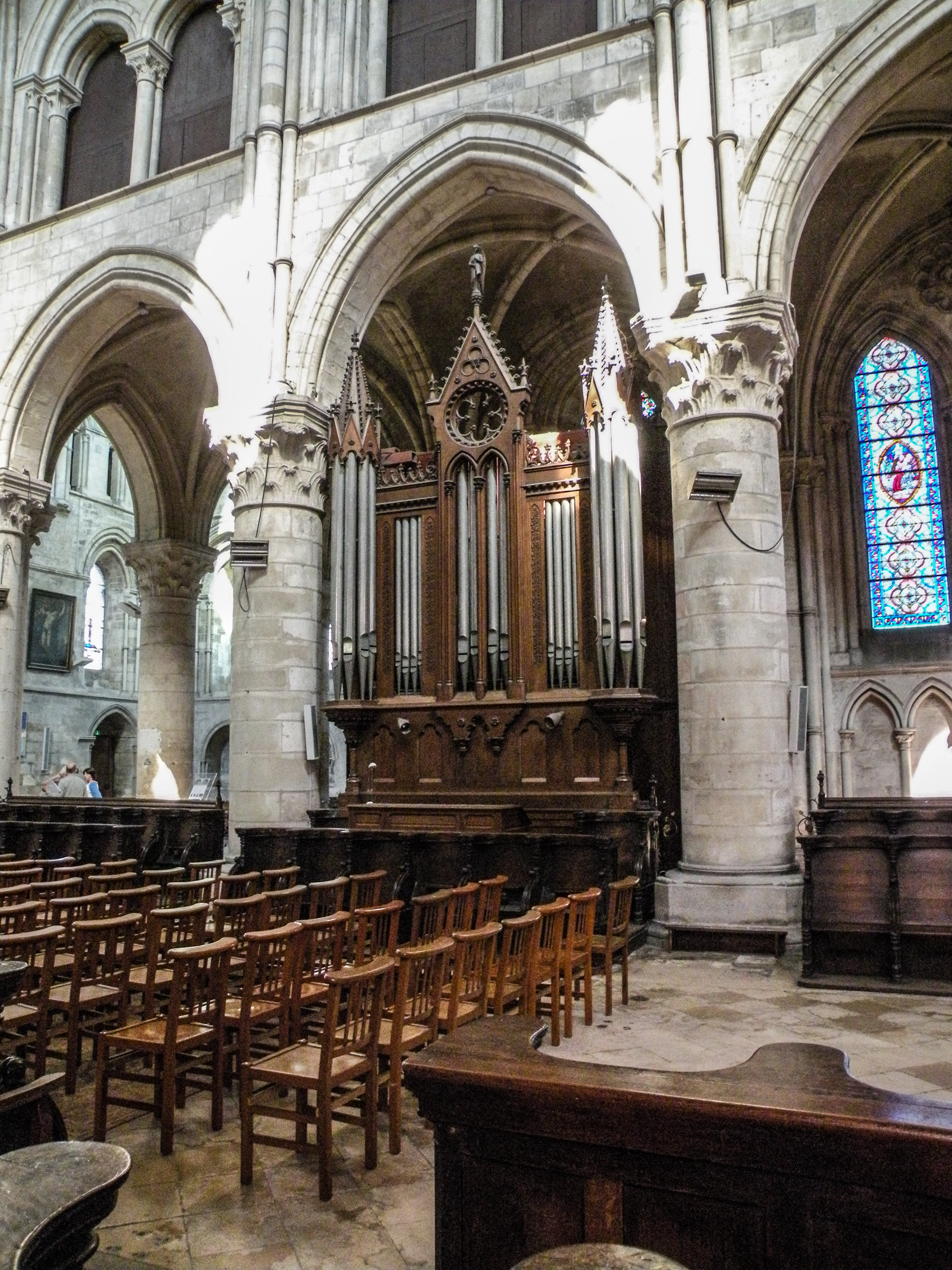
L'orgue de chœur

Composition
| Grand-Orgue 56 notes |
| Bourdon 16'          |
| Montre 8'            |
| Bourdon 8'           |
| Flûte 8'             |
| Salicional 8'        |
| Prestant 4'          |
| Flûte 4'             |

| Récit expressif 56 notes |
| Diapason 8'              |
| Éoline 8'                |
| Flûte traversière 8'     |
| Dulciana 8'              |
| Cor de nuit 8'           |
| Flûte octaviante 4'      |
| Nasard 2 2/3'            |
| Octavin 2'               |
| Plein Jeu                |
| Basson 16'               |
| Basson-Hautbois 8'       |
| Trompette harmonique 8'  |
| Clairon 4'               |
| Tremolo                  |

| Pédale 30 notes     |
| Contrebasse 16'     |
| Soubasse (GO) 16'   |
| Violoncelle (GO) 8' |
| Basse (GO) 4'       |
| Bourdon (GO) 8'     |

### Les cloches
| Nom             | Masse            | Diamètre à la base | Note | Parrains et Marraines                                               | Dédicace | Tour      | Année     | Fondeur                      | Illustration |
| --------------- | ---------------- | ------------------ | ---- | ------------------------------------------------------------------- | -------- | --------- | --------- | ---------------------------- | ------------ |
| Marie Immaculée | 2 445 kg         | 162 cm             | Si2  | Jean Lambert Fournet madame Adrien Gillotin                         |          | tour nord | 1847-1848 | Ernest Bollée (Le Mans)      |              |
| Saint-Pierre    | 1 431 kg         |                    | do#  | Eustache de Créquy Napoline-Julienne-Joséphine de Caffareli Bejouen |          | tour nord |           | Ernest Bollée (Le Mans)      |              |
| Saint-Ursin     | 1 150 kg         | 128 cm             | re#  |                                                                     |          | tour nord |           | Jean-Baptiste Burel (Bernay) |              |
| Saint-Paul      | 750 kg           |                    | mi   | Jules Delarue Delphine Adèle Samson                                 |          | tour nord | 1860      | Ernest Bollée (Le Mans)      |              |
| Saint-Germain   | 650 kg           | 104 cm             | fa#3 | Léonor Perrier Céline Fournet                                       |          | tour nord | 1818      | Ernest Bollée (Le Mans)      |              |
| Total           | Masse : 6 426 kg |                    |      |                                                                     |          |           |           |                              |              |

## La cathédrale et sainte Thérèse de Lisieux
La cathédrale, monument médiéval au cœur du centre-ville, ne doit pas être confondue avec la basilique Sainte-Thérèse, édifice du XXe siècle. Si sainte Thérèse de Lisieux n’a jamais connu cette dernière, la cathédrale lui était familière. C’est là qu’elle assistait à la messe le dimanche avec son père, ses sœurs et la gouvernante. Une statue et une inscription dans une chapelle du chœur rappellent l’endroit où la famille était exactement placée pendant les offices religieux. C’est ici que la future sainte eut la révélation de sa mission : sauver l’âme des pécheurs.
Le père de Thérèse, Louis Martin, offrit le maître-autel du chœur.
Depuis le XXe siècle, sainte Thérèse est la troisième patronne de la cathédrale, après Pierre et Paul. Elle figure à ce titre sur l’un des vitraux du fond du chœur.

### Sources et bibliographie
- E. Pellerin et J. Bergeret, La Cathédrale Saint-Pierre de Lisieux, Ville de Lisieux, 1995
- A. Erlande-Brandenburg, « La Cathédrale de Lisieux. Les campagnes de construction », Congrès Archéologique de France, 1974 : Bessin et Pays d'Auge, Paris, Société Française d'Archéologie, 1978, p. 139-172
- W. W. Clark, « La Cathédrale de Lisieux » in L’Architecture au Moyen Âge, Presses universitaires de Caen, Tome II, Éditions Charles Corlet, 1997
- G. Duval, « La Cathédrale Saint-Pierre de Lisieux » in Art de Basse-Normandie no 89-90-91, Hiver 1984-1985, p. 98-109
- F. Epaud, L’Évolution des techniques et des structures de charpenterie du XIe au XIIIe siècle en Normandie. Une approche des charpentes par l’archéologue du bâti, thèse, Rouen, Université de Rouen, 2002.
- V. Lahaye, Les tombeaux de la cathédrale de Lisieux, Joigny, Études lexoviennes, 1928, 69 p..
- V. Lahaye, La statuaire décorative de la cathédrale de Lisieux, Lisieux, Émile Morière, 1926, 8 p..

### Personnages notables
- Nicolas Le Vavasseur, organiste au début du XVIIe siècle.

### Liens Externes
- Site officiel
- Ressources relatives à la religion :   - Clochers de France
  - GCatholic.org
  - Observatoire du patrimoine religieux
- Ressources relatives à l'architecture :   - Mérimée
  - Structurae
- La Cathédrale Saint-Pierre - Sanctuaire de Lisieux
- Paroisse de Lisieux | Saint-Paul en Vallée d'Auge
- Le site de l’association des Amis de la Cathédrale Saint Pierre de Lisieux
- La Cathédrale Saint-Pierre et les orgues, Lisieux, France - musiqueorguequebec.ca